# Великая Каменка
Вели́кая Ка́менка (укр. Велика Кам'янка) — село в Пядикской сельской общине Коломыйского района Ивано-Франковской области Украины.
Население по переписи 2001 года составляло 2301 человек. Занимает площадь 36.181 км². Почтовый индекс — 78244.